# Graf van A.S. Talma
Het graf van A.S. Talma is een grafmonument op het kerkhof van de Nederlands Hervormde Kerk in de Noord-Hollandse plaats Bennebroek. Het grafmonument is ontworpen door Dirk Wolbers en staat op de plek waar Syb Talma twee jaar eerder nog in het familiegraf was bijgezet. Het monument maakt onderdeel uit van het als gemeentelijk beschermde kerkhof.
Het graf werd op verzoek van het Christelijk Nationaal Vakverbond ontworpen door Dirk Wolbers. Het bestaat uit een bakstenen voet met daarop een natuurstenen dekplaat. De stele eindigt in een punt en toont op een bronzen plaquette ds. Talma. Boven de plaquette staat de tekst De gedachtenis des Rechtvaardigen zal tot Zegening zijn (Spreuken 10). Op de plaquette staan de geboorte- en sterfdatum van Talma, waar hij predikant is geweest en zijn politieke loopbaan. Voor de stele knielen twee mannen. De twee mannen zijn een jongere en een oudere arbeider en herinneren aan de Arbeidswet van 1911 die mede door Talma tot stand is gebracht. In 1979 werd een herdenkingsdienst gehouden waarbij Marinus Ruppert de twee mannen als volgt omschreef: Links de jonge arbeider, die uitdrukking geeft aan het geloof en vertrouwen, waarmede de Christelijke sociale actie na Talma's verscheiden wordt voortgezet.
Rechts symboliseert de oude arbeider met zijn gesloten ogen de herinnering, die voortleeft bij de arbeidende stand aan de Chrislijk-sociale strijder Talma.
Behalve Talma zijn ook zijn vrouw (Margaretha Talma-van Schaardenberg) en een dochter (Aleida) in het graf bijgezet. 